# Бассак (коммуна)
Басса́к (фр. Bassac) — коммуна во Франции, находится в регионе Пуату — Шаранта. Департамент — Шаранта. Входит в состав кантона Жарнак. Округ коммуны — Коньяк.
Код INSEE коммуны — 16032.
Коммуна расположена приблизительно в 400 км к юго-западу от Парижа, в 110 км южнее Пуатье, в 21 км к западу от Ангулема.

## Население
Население коммуны на 2008 год составляло 545 человек.
| 1962 | 1968 | 1975 | 1982 | 1990 | 1999 | 2008 |
| ---- | ---- | ---- | ---- | ---- | ---- | ---- |
| 504  | 509  | 513  | 478  | 464  | 461  | 545  |

## Климат
Климат океанический. Ближайшая метеостанция находится в городе Коньяк.
| Показатель                        | Янв. | Фев. | Март | Апр. | Май  | Июнь | Июль | Авг. | Сен. | Окт. | Нояб. | Дек. | Год   |
| --------------------------------- | ---- | ---- | ---- | ---- | ---- | ---- | ---- | ---- | ---- | ---- | ----- | ---- | ----- |
| Средний суточный максимум, °C     | 8,7  | 10,5 | 13,1 | 15,9 | 19,5 | 23,1 | 26,1 | 25,4 | 23,1 | 18,5 | 12,4  | 9,2  | 17,7  |
| Средняя температура, °C           | 5,4  | 6,7  | 8,5  | 11,1 | 14,4 | 17,8 | 20,2 | 19,7 | 17,6 | 13,7 | 8,6   | 5,9  | 12,5  |
| Средний суточный минимум, °C      | 2,0  | 2,8  | 3,8  | 6,2  | 9,4  | 12,4 | 14,4 | 14,0 | 12,1 | 8,9  | 4,7   | 2,6  | 7,8   |
| Норма осадков, мм                 | 80,4 | 67,3 | 65,9 | 68,3 | 71,6 | 46,6 | 45,1 | 50,2 | 59,2 | 68,6 | 79,8  | 80,0 | 783,6 |
| Источник: Relevé météo des Cognac |      |      |      |      |      |      |      |      |      |      |       |      |       |

## Администрация
| Период | Период | Фамилия    | Партия | Примечания |
| ------ | ------ | ---------- | ------ | ---------- |
| 2001   | 2008   | Жерар Эн   |        |            |
| 2008   |        | Николь Руа |        | винодел    |

## Экономика
В 2007 году среди 335 человек в трудоспособном возрасте (15—64 лет) 255 были экономически активными, 80 — неактивными (показатель активности — 76,1 %, в 1999 году было 67,6 %). Из 255 активных работали 230 человек (136 мужчин и 94 женщины), безработных было 25 (11 мужчин и 14 женщин). Среди 80 неактивных 19 человек были учениками или студентами, 30 — пенсионерами, 31 были неактивными по другим причинам.

## История
Битва при Жарнаке между католиками и протестантами в 1569 году произошла непосредственно на территории Бассака.

## Достопримечательности
- Аббатство Сент-Этьен[фр.] (XIII век). Исторический памятник с 1880 года[3]
- Приходская церковь Сен-Никола (XII век). Исторический памятник с 1992 года[4]

## Фотогалерея
- Аббатство Сент-Этьен
- Река Шаранта
- Мост через реку Шаранта
- Мэрия